# Cnezatul Galiției-Volînia
Cnezatul Galiției-Volînia a fost un cnezat (principat) din perioada de după dezintegrarea Rusiei Kievene care a existat între sfârșitul secolului al XII-lea și mijlocul secolului al XIV-lea. (Există denumiri alternative ca: Galiția-Volînia, Halici-Volînia sau Galici-Volin).
Galiția-Volînia se întindea în vest între râurile San și Wieprz în sud-estul Poloniei contemporane, iar în est acoperea mlaștinile Prîpeatului (în Belarusul zilelor noastre) și zona superioară a cursului mijlociu al râului Bug din Ucraina. Vecinii din acea perioadă erau Rusia Neagră, Marele Ducat al Lituaniei, Cnezatul Turov-Pinsk, Cnezatul Kievului, Hoarda de Aur, Regatul Ungariei, Regatul Poloniei, Principatul Moldovei și Statul monastic al Cavalerilor Teutoni.
Acest cnezat era, alături de Republica Novgorodului și Cnezatul Vladimir-Suzdal, unul dintre cele mai importante trei state apărute după dezintegrarea Rusiei Kievene. A luat ființă prin unirea cnezatelor Galiția și Volînia de către Roman cel Mare.

## Istorie

### Perioada tribală

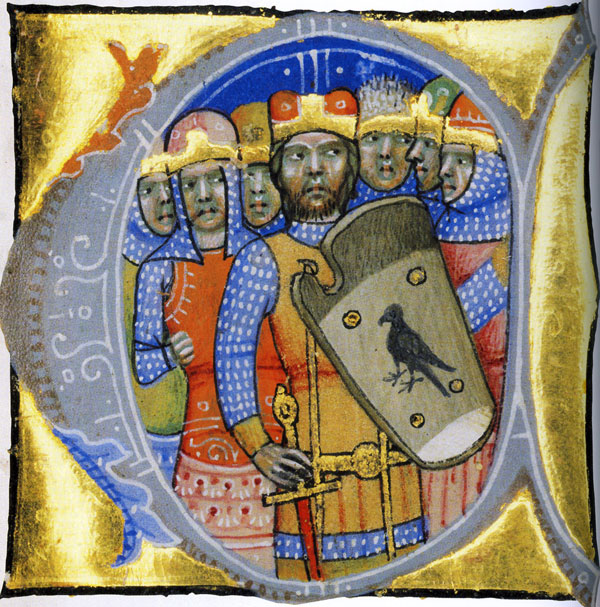
Árpád și alți șase șefi de trib ai maghiarilor. Imagine din Chronicon Pictum. În prim plan se vede scutul cu stema Casei regale Arpad, stăncuța neagră

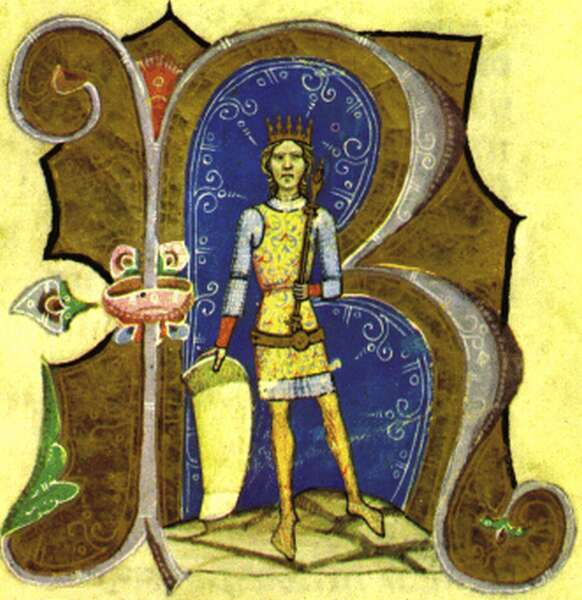
Regele maghiar Géza al II-lea în Letopisețul Ipatiev, 1150

În timpurile preromane, această regiune a fost populată de diferite triburi, printre care lugii, goții și vandalii (care ar corespude din punct de vedere arheologic culturilor Przeworsk și Púchov). După prăbușirea Imperiului Roman, care stăpânise o lungă perioadă de timp sud-estul Poloniei și vestul Ucrainei (toate teritoriile de la sud de râurile San, Bugul de vest, Nistru și Ztir), populația originală a migrat, regiunea fiind populată treptat de slavii vestici, mai precis de un trib croat, mai precis lendianii. În deceniul al patrulea al secolului al IX-lea, slavii vestici au devenit parte a statului Moravia Mare. După invazia triburilor maghiare în inima Moraviei Mari din anul 899, lendianii din regiune au trecut sub stăpânirea Regatului Ungariei. 
În 955, această regiune a trecut sub controlul Regatului Boemiei. Doar 15 ani mai târziu, aceeași zonă era inclusă în Regatul Poloniei. Această regiune a fost menționată de Sfântul Nestor Cronicarul în 981 ca parte a Rusiei Kievene, după  ce Vladimir cel Mare a ocupat-o înfrângând Polonia. Vladimir cel Mare este cel care a fondat orașul Volodimir-Volinski și i-a creștinat pe locuitorii lui. Regiunea a fost recucerită de Polonia în 1018, doar pentru a retrece sub controlul rusilor în 1031.
Teritoriul a fost colonizat de slavii estici în Evul Mediu Timpuriu și, în secolul al XII-lea, a fost fondat de către urmașii lui Vladimir Cnezatul Galiției, care avea să se unească la sfârșitul aceluiași secol cu Volânia vecină, pentru a forma Cnezatul Galiția-Volînia. Acest cnezat a rezistat timp de un secol și jumătate.